# Grimsås
Grimsås est une localité de la commune de Tranemo dans le comté de Västra Götaland en Suède.
Sa population était de 729 habitants en 2019.